# Ред Ривър (окръг, Тексас)
Вижте пояснителната страница за други значения на Ред Ривър.
Окръг Ред Ривър (на английски: Red River County в превод Червена река) е окръг в щата Тексас, Съединени американски щати. Площта му е 2740 km², а населението - 12 955 души. Административен център е град Кларксвил.